# Nisís Kavalianí
Nisís Kavalianí är en ö i Grekland.   Den ligger i regionen Grekiska fastlandet, i den östra delen av landet, 40 km nordost om huvudstaden Aten. Arean är 2,3 kvadratkilometer.
Terrängen på Nisís Kavalianí är lite kuperad. Öns högsta punkt är 155 meter över havet. Den sträcker sig 2,9 kilometer i nord-sydlig riktning, och 1,4 kilometer i öst-västlig riktning.